# Sean Van Raepenbusch
Sean Van Raepenbusch (Bujumbura, 15 februari 1956) is een Belgisch jurist. Hij was van 2011 tot 2016 voorzitter van het Gerecht voor ambtenarenzaken van de Europese Unie.

## Levensloop
Sean Van Raepenbusch behaalde het diploma van licentiaat in de rechten (1979), een bijzondere licentie internationaal recht (1980) en promoveerde tot doctor in de rechten (1989) aan de Université libre de Bruxelles.
Van 1979 tot 1984 stond hij aan het hoofd van de juridische dienst van de nv Zeekanaal en Haveninrichtingen van Brussel. Vervolgens werd hij ambtenaar bij de Commissie van de Europese Gemeenschappen, eerst op het directoraat-generaal Sociale Zaken van 1984 tot 1988, vervolgens als lid van de juridische dienst van 1988 tot 1994 en als referendaris bij het Hof van Justitie van de Europese Gemeenschappen van 1994 tot 2005.
Van Raepenbusch doceerde aan de ULB-campus in Charleroi van 1989 tot 1991, de Universiteit van Bergen van 1991 tot 1997, de Universiteit van Luik van 1989 tot 2005 en de Université libre de Bruxelles sinds 2006. Hij doceerde internationaal en Europees sociaal recht, Europees recht, Europees ambtenarenrecht en institutioneel recht van de Europese Unie. Hij was rechter bij het Gerecht voor ambtenarenzaken van de Europese Unie van 2005 tot 2016 en was voorzitter van deze instelling van 2011 tot 2016.